# Пука (округ)

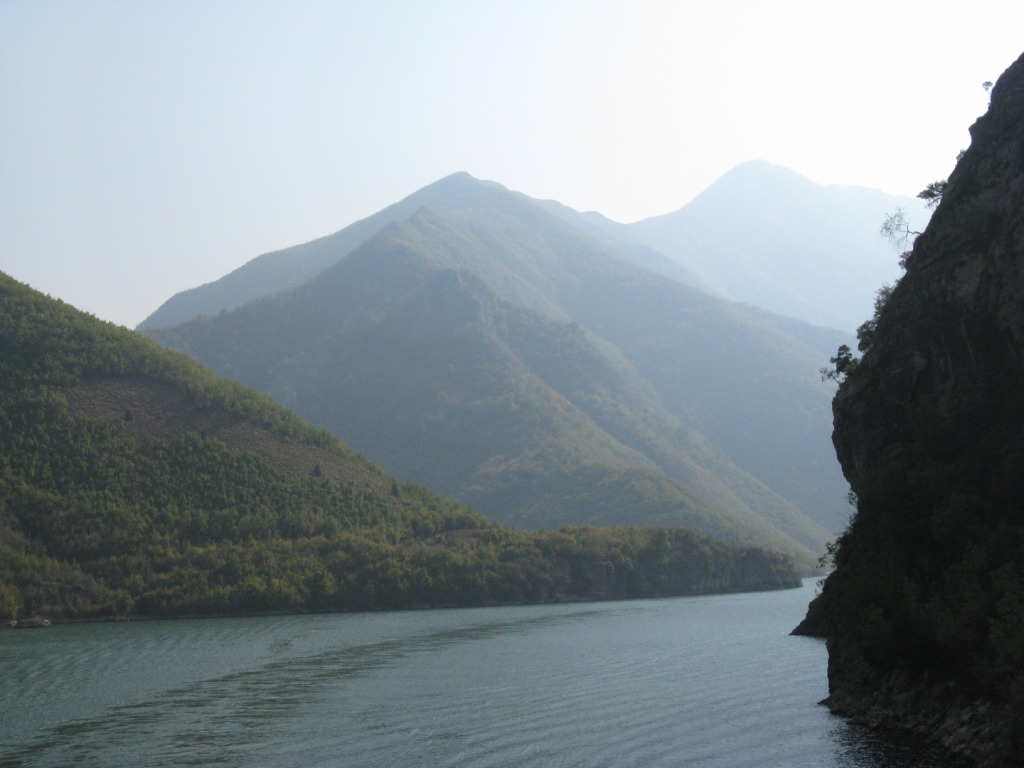
Команское водохранилище и горы в северной части округа

Пу́ка (алб. Rrethi i Pukës) — один из 36 округов Албании, расположенный на севере страны.
Округ занимает территорию 1034 км² и относится к области Шкодер. Административный центр — город Пука.

## Географическое положение
Округ Пука находится в северной гористой части Албании. Высочайшая точка округа достигает высоты почти 2000 м. Зимы очень снежные, так что дороги и многие населенные пункты оказываются в снежном плену.

## Население
Большинство жителей округа проживают в сельской местности. Так в административном центре, городе Пука, всего 5000 жителей.
Как и остальные горные районы Албании, округ очень беден. Единственная экономически важная отрасль промышленности — деревообработка и переработка. 
Из-за массовой безработицы многие жители перебрались поближе к важнейшим городам страны.
Большая часть населения — католики, около трети — мусульмане.

## Транспорт
В противоположность другим регионам Северо-Албанских Альп, округ имеет хорошее транспортное сообщение. Здесь проходит главная дорога на северо-восток страны, соединяющая Центральную Албанию с Косово через Фуша-Аррес, а также второстепенные дороги, ведущие на юг через округ Мирдита к Адриатическому морю и на запад через Пуку в Шкодер. Еще одна дорога является единственным путём в Байрам-Цурри, административный центр соседнего округа Тропоя.

## Административное деление
Территориально округ разделен на город Пука и Фуша-Аррес и 8 общин: Blerim, Fierza, Gjegjan, Iballa, Qafë Mal, Qelëz, Qerret, Rrapa.